# Kumak włoski
Kumak włoski (Bombina pachypus) – gatunek (lub podgatunek) płaza bezogonowego występujący endemicznie we Włoszech na wysokościach 20–1700 m n.p.m. Uznawany jest przez niektórych badaczy za podgatunek kumaka górskiego (Bombina variegata), którego przypomina z wyglądu. Rozmnaża się od maja do września w okresowych zbiornikach wodnych. Gatunek zagrożony w związku ze znacznym spadkiem rozmiarów populacji.

## Wygląd
Gatunek ten uznawany jest przez niektórych badaczy za podgatunek kumaka górskiego (Bombina variegata), do którego podobny jest z wyglądu. Grzbiet ma kolor od jasnobrązowego do ciemnoszarego i pokryty jest guzkami. Źrenica jest trójkątna. Od kumaka górskiego odróżnia go ciemniejszy brzuch oraz bardziej rozległe żółte ubarwienie na nogach i brzuchu.

## Zasięg występowaniai siedlisko
Endemit Włoch – występuje od południowego krańca Półwyspu Apenińskiego przez Apeniny do obszarów na południe od Niziny Padańskiej. Spotykany jest na wysokościach bezwzględnych 20–1700 m n.p.m. Zasiedla stawy i rowy w lasach i otwartych przestrzeniach.

## Rozród
Gatunek dzienny. Hibernacja trwa od listopada do końca kwietnia. Rozród rozpoczyna się w maju i trwa do września – pojedynczy osobnik nie rozmnaża się przez cały czas trwania okresu godowego – okresy aktywności rozrodczej występują naprzemiennie z okresami, w których danych osobnik nie rozmnaża się. Pozwala to płazom na maksymalne wykorzystanie okresowych zbiorników wodnych, które stanowią preferowany typ siedliska rozrodczego. Na początku okresu godowego samce wykorzystują nasienie wyprodukowane poprzedniej jesieni. Podczas każdego okresu aktywności rozrodczej samice składają kilka jaj w okresowym zbiorniku wodnym, a podczas następnego okresu aktywności rozrodczej jaja składane są w innym zbiorniku. Średnia długość życia wynosi 8 lat (maksymalnie 16 lat), a dojrzałość płciowa osiągana jest w trzecim roku życia.

## Status
Międzynarodowa Unia Ochrony Przyrody (IUCN) klasyfikowała kumaka włoskiego jako gatunek zagrożony (EN) w związku ze znacznym spadkiem rozmiarów populacji. Zagraża mu utrata i fragmentacja podmokłych siedlisk w związku z rozwojem rolnictwa. Ponadto płaz ten jest bardzo wrażliwy na chytridiomikozę. Od 2022 roku IUCN traktuje Bombina pachypus jako synonim Bombina variegata i nie klasyfikuje go osobno.